# Győr Városi Egyetemi Csarnok
Győr egyik legnagyobb csarnoka, sportrendezvények, táncversenyek mellett koncerteknek is helyet biztosít. A mai modern kihívásoknak megfelelő tornacsarnok, komplex szolgáltatásokat nyújt a különféle rendezvényekhez. Elsősorban a sportolni vágyó egyetemisták használják, valamint helyi és országos rendezvényekre, kiállításokra, koncertekre, konferenciákra veszik igénybe.

## Kiemelkedő események
- Táncversenyek
- Box gálák
- Koncertek
- Média-bál
- Lokálpatrióta-bál
- 2002 Boney M koncert
- 2004 Egyetemi és Főiskolai Asztalitenisz-világbajnokság
- 2004 Kézilabda Női Európa-Bajnokság
- 2009 Davis-Kupa Tenisz gála
- 2013 Bobby McFerrin koncert